# 차드 내전
차드 내전은 1966년부터 차드에서 기독교도 남부 차드인과 이슬람교도 북부와 동부 차드인의 대립으로 시작된 내전이다. 당시 1960년 프랑스에서 독립한 차드는 남부의 기독교파와 북부와 동부 이슬람파의 남북 대립이 심해지고 있었다. 이러는 사이에 1966년 북부의 반정부 세력이 FROLINAT가 구축되어 무력투쟁을 개시했다.

## 개요
1960년 프랑스 식민지에서 독립한 차드는 11개 주요 종족과 192개의 소수종족이라는 국민 구성에 종교적 갈등까지 겹쳐 남부 수단계 사라·차리족 정권에 불만을 가진 북부의 회교계 투부족을 중심으로 차드 민족해방전선(FＣＮＣ)이 결성, 내전에 돌입했다. FＣＮＣ는 식민주의 타도, 민주연합정부 수립, 모든 외국군 기지 폐쇄를 표방하며 분리독립운동을 전개하였는데, 1978년 11개 주요 종족간의 합의로 통합과도정부(ＧＵＮＴ)가 수립되었다. 그러나 1979년 쿠데타에 의한 우에데의 집권, 문두 시(市)에서의 종교분쟁으로 회교도의 대학살 사건이 일어나자 ＧＵＮＴ는 와해되고, 당시 국방장관 아브르가 반정부 북부군(FＡＮ)을 이끌고 우에데 정부와 무력충돌, 1982년 수도 은자메나를 점령하고 대통령에 취임했다. 1983년 우에데가 리비아의 군사개입을 요청하고, 이에 대한 프랑스의 개입으로 차드 내전은 국제대리전 양상으로 변질되었으며, 차드는 소위 적색선을 중심으로 아브르 통치지역과 우에데 통치지역으로 양분되었다.

## 전쟁 과정

### 남북 대립 전쟁과 분열
초기에는 남부 정부군과 북부 반정부군과의 전쟁이 전개되어 프랑스가 남부, 리비아가 북부를 지원했다. 1979년 정전협약이 카노 협정을 체결하고 주변에 근접한 리비아, 수단, 중앙아프리카 공화국, 나이지리아, 카메룬 등 5개국의 조정으로 잠정국민연합정부(GUNT)가 설립되었다. 그러나 FROLINAT가 구쿠니 웨데이의 인민 구쿠니파(FAP)과 이센 아브레의 북부 아브레파(FAN)으로 분열되어 갈등과 대립이 심해졌고 구쿠니 웨데이가 GUNT의 대통령으로 취임하면서 국방장관 이센 아브레와의 대립이 더욱 심해져 1980년 3월 FAP와 FAN의 내전이 재발하였다.

### 구쿠니파와 아브레파
1980년 12월 구쿠니파 FAP를 지원하던 리비아는 7000명의 군대를 보내 주둔시키고 1981년 1월 구쿠니 정권과 함께 리비아와 차드의 합병을 선언했다. 그러나 리비아군이 아프리카 통일 기구(OAU)의 비난으로 철수하자 1982년 6월 수단으로 도피해있던 아브레파 FAN이 다시 공세를 취해 수도를 점거하고 10월 이센 아브레가 정권을 장악하고 대통령으로 취임했다. 1983년 FAP가 다시 리비아의 지원으로 전략요충지 파야를 함락시키고 1984년 9월 프랑스와 리비아가 양군 철수 문제에 대해 합의했으나 리비아는 이에 따르지 않았다. 1984년 6월 아브레파가 FAN에서 독립혁명민족운동(UNIR)로 개편하여 정치공세를 펼쳤고 구쿠니파가 2개로 분열되어 구쿠니파와 우마르파로 분열되었다. 이러는 가운데 1986년 11월 정부군이 다시 미국의 지원으로 공세를 펼쳐 구쿠니파의 거점 사라와 리비아군 주둔지 파다를 점령했다.

### 이드리스 데비의 수도와 정권 장악
1986년 12월 리비아가 지원하던 우마르파가 정부군과 프랑스군, OUA의 연합 공세로 패퇴하여 소멸되었고 1987년 3월 정부군이 피야라르지오를 탈환하고 아오즈지구까지 점령했다. 그러는 사이 1989년 4월 수단으로 망명해 있던 아브레의 군사고문 이드리스 데비가 리비아의 지원으로 인민구제운동(MPS)를 결성했고 그 해 12월 신헌법채택와 선거로 하브레가 다시 대통령으로 재집권했다. 그러나 MPS가 게릴라전을 벌여 1990년 12월 2일 수도 은자메나를 점령하고 1993년 최고국민회의를 개최하고 신헌법 채택 등 민주화 조치를 벌였다. 1996년 신헌법에 의해 이드리스 데비가 대통령으로 당선되어 1998년 5월 남부 반군 FARF와 평화협정을 체결하고 FARF를 합법 정당화하여 남부 지역의 내전을 종결시켰다.

### 내전의 재발
그러나 1999년 11월 토고미가 이끄는 MDJT 반군이 새롭게 일어나 북부 티베치 지역을 공격하고 2000년 3월과 7월에 대규모 교전을 벌였다. 남부 지역에서도 소규모 반군 활동을 벌였고 2001년 5월 이드리스 데비가 총선거에서 재선되어 그해 9월 반군과 협상을 제의했으나 반군은 거절했다.

## 같이 보기
- 차드의 역사
- 유엔 수단 임무단